# Werner Röcke
Werner Röcke (* 25. April 1944 in Zoppot/Danzig; † 18. August 2022) war ein deutscher Literaturwissenschaftler und Mediävist.

## Leben und Wirken

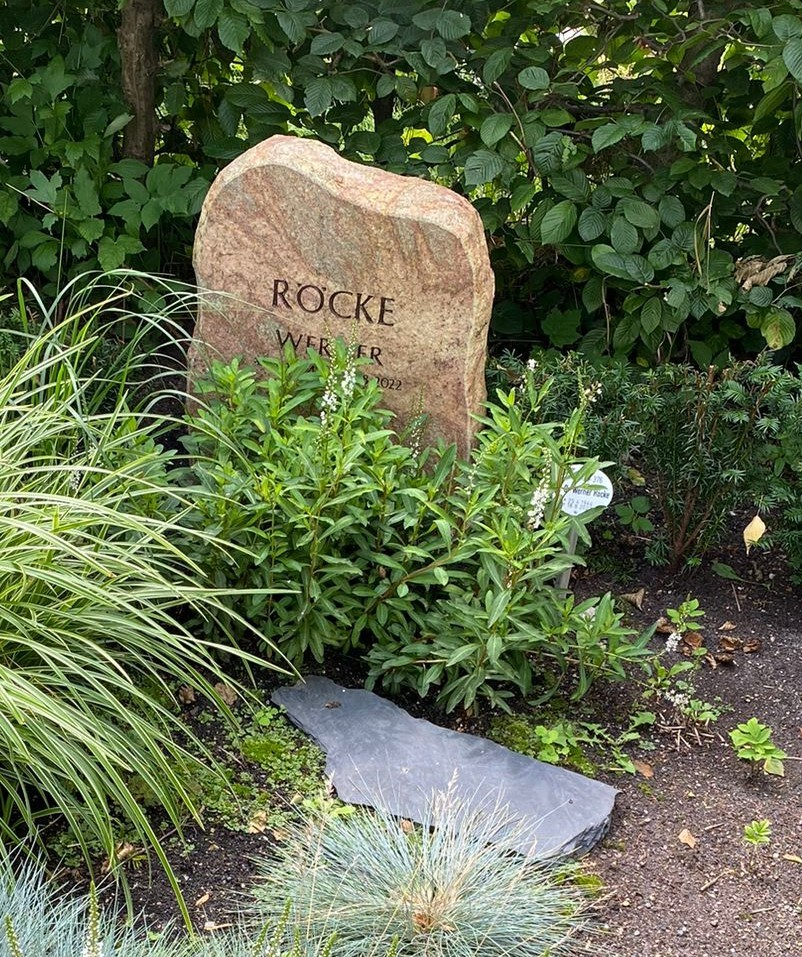
Grabstätte auf dem Alten Friedhof Wannsee

Werner Röcke studierte von 1963 bis 1969 Germanistik und evangelische Theologie in Göttingen und Berlin. Im September 1975 wurde er promoviert. Von 1975/76 bis 1984 hatte er Lehraufträge an der Universität und Gesamthochschule Essen, der Freien Universität Berlin und der Universität Hannover inne. Von 1984/85 bis 1986 hatte er eine Lehrstuhlvertretung an der Universität Bayreuth und Lehraufträge an der Universität Hamburg inne. 1985 erfolgte die Habilitation an der FU Berlin. Im Jahr 1986 wurde er Professor für Ältere Deutsche Philologie an der Universität Bayreuth. 1991/92 war er Vizepräsident der Universität Bayreuth. Von 1993 bis 2011 lehrte Röcke als Professor für Ältere deutsche Literatur an der Humboldt-Universität zu Berlin.
Seine Forschungsschwerpunkte waren die Lachkulturen im Mittelalter und in der Frühen Neuzeit, die Geschichte des Romans, die Hermeneutik der Fremde, die Inszenierungen von Gewalt und Gewaltvermeidung in Literatur und Kultur des Mittelalters, die Mentalitätsgeschichte, insbesondere der Wandel des Weltbildes am Übergang vom Spätmittelalter zur Frühen Neuzeit, sowie die Historische Anthropologie.
Röcke war Herausgeber verschiedener Buchreihen und Mitherausgeber der Zeitschriften Mittellateinisches Jahrbuch und Brüder Grimm Gedenken.
Seine letzte Ruhestätte erhielt Werner Röcke auf dem Alten Friedhof Wannsee.

## Schriften
Monografien
- Die Freude am Bösen. Studien zu einer Poetik des deutschen Schwankromans im Spätmittelalter. München 1987, ISBN 3-7705-2397-0.
- Ulenspiegel. Spätmittelalterliche Literatur im Übergang zur Neuzeit. Düsseldorf 1978, ISBN 3-513-54203-8.
- Feudale Anarchie und Landesherrschaft. Wirkungsmöglichkeiten didaktischer Literatur: Thomasin von Zerklaere ‚Der Wälsche Gast‘. Bern u. a. 1978.

Herausgeberschaften
- Der Ring. Text, Übersetzung, Kommentar/ Heinrich Wittenwiler. Herausgegeben, übersetzt und erläutert. Berlin/New York 2012, ISBN 978-3-11-025384-9.
- mit Hans Rudolf Velten: Lachgemeinschaften. Kulturelle Inszenierungen und soziale Wirkungen von Gelächter im Mittelalter und in der frühen Neuzeit. Berlin 2005, ISBN 3-11-018236-X.
- mit Marina Münkler: Die Literatur im Übergang vom Mittelalter zur Neuzeit (= Hansers Sozialgeschichte der deutschen Literatur. Band 1). Hanser, München 2004, ISBN 978-3-446-12775-3.
- Thomas Mann, Doktor Faustus, 1947–1997. 2. unveränderte Auflage. Bern 2004, ISBN 3-03-910471-3.
- mit Christoph König und Hans-Harald Müller: Wissenschaftsgeschichte der Germanistik in Porträts. De Gruyter, Berlin u. a. 2000, ISBN 3-11-016157-5.
- mit Helga Neumann: Komische Gegenwelten. Lachen und Literatur in Mittelalter und früher Neuzeit. Schöningh, Paderborn u. a. 1999, ISBN 3-506-77269-4.
- mit Ursula Schaefer: Mündlichkeit – Schriftlichkeit – Weltbildwandel. Literarische Kommunikation und Deutungsschemata von Wirklichkeit in der Literatur des Mittelalters und der frühen Neuzeit (= ScriptOralia. Band 71). Narr, Tübingen 1996, ISBN 3-8233-4561-3.
- Berthold von Regensburg: Vier Predigten. Mittelhochdeutsch/Neuhochdeutsch. (= Reclams Universal-Bibliothek, Band 7974–7977). Reclam, Stuttgart 1983, ISBN 3-15-007974-8.